# Jeunesse Junglinster
El Jeunesse Junglinster es un equipo de fútbol de Luxemburgo que milita en la Primera División de Luxemburgo, la tercera liga de fútbol más importante del país.

## Historia
Fue fundado en el año 1935 en la ciudad de Junglinster, pero durante el periodo de la Ocupación Alemana en Luxemburgo, el club fue renombrado como FV Junglinster, hasta que en 1945 cambiaron su nombre a FC Jeunesse.
La sección de fútbol masculino ha estado a la sombra de su sección en femenil, ya que en varones nunca han jugado en la Division Nationale, mientras que su sección en femenil no solo ha jugado en la máxima categoría, sino que también ha ganado el título de Primera División y de la Copa Nacional.

## Palmarés
- Primera División de Luxemburgo Serie B: 2

2012/13, 2017/18